# Робертсон, Элли
Алистер Питер Робертсон (англ. Alistair Peter Robertson; род. 9 сентября 1952, Филипстоун) — шотландский футболист, играющий на позиции защитника. Известен выступлением за клубы «Вест Бромвич Альбион» и «Вулверхэмптон Уондерерс».

## Карьера
Робертсон присоединился к «Вест Бромвич Альбион» в качестве юниора в июле 1968 года и стал профессионалом в сентябре 1969 года. Он оставался в клубе вплоть до 1986 года, сыграв более 500 матчей в качестве центрального защитника команды и играя под руководством таких специалистов: как Алан Эшман, Дон Хоу, Джонни Джайлс, Ронни Аллен, Рон Аткинсон, Рон Уайли, Нобби Стайлз и Рон Сондерс. Тем не менее, лишь три сезона клуб Робертсона провел в высшем дивизионе. Будучи жестким защитником, был высоко оценен поклонниками клуба. Тем не менее, он никогда не выступал за главную сборную Шотландии.